# Toyota Starlet
La Toyota Starlet est une voiture produite par Toyota de 1973 à 1998, remplacée ensuite par la Yaris (Vitz au Japon).

## Première génération (1973 - 1978)
La première Starlet apparait en 1973 au Japon. Elle s'appelle en réalité Publica Starlet et succède donc à la Publica. De là, la lettre 'p' sera gardée dans les nouveaux numéros de châssis des Starlet ; kp60, ep71, ep81, ep91

## Deuxième génération (1978 - 1984) kp6
La deuxième Starlet est lancée en 1978 et se débarrasse définitivement de l'appellation Publica.
Longue de 3,74 m sur un empattement de 2,30 m, la Starlet de 1978 est livrable en 3 ou 5 portes et reçoit un 4 cylindres de 993 cm³ ou de 1 166 cm³. Au Japon, elle est également proposée avec un 1 290 cm³ de 72 ch et se décline également en un break, légèrement plus long.
Sa conception reste très classique puisque la Starlet est une propulsion, lorsque toutes les petites voitures européennes sont déjà passées (parfois depuis fort longtemps) à la traction.
La calandre sera légèrement redessinée et modernisée pour 1981 et pour 1983.

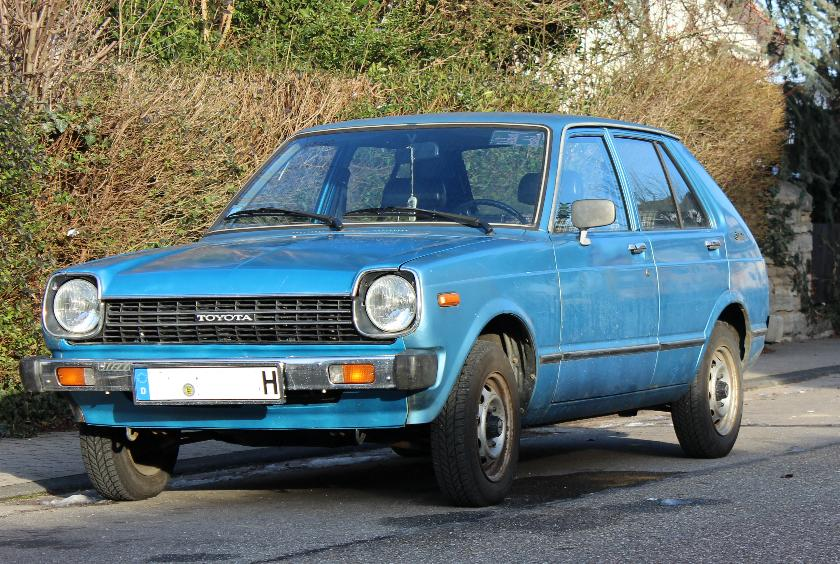
version initiale (1978–1980)
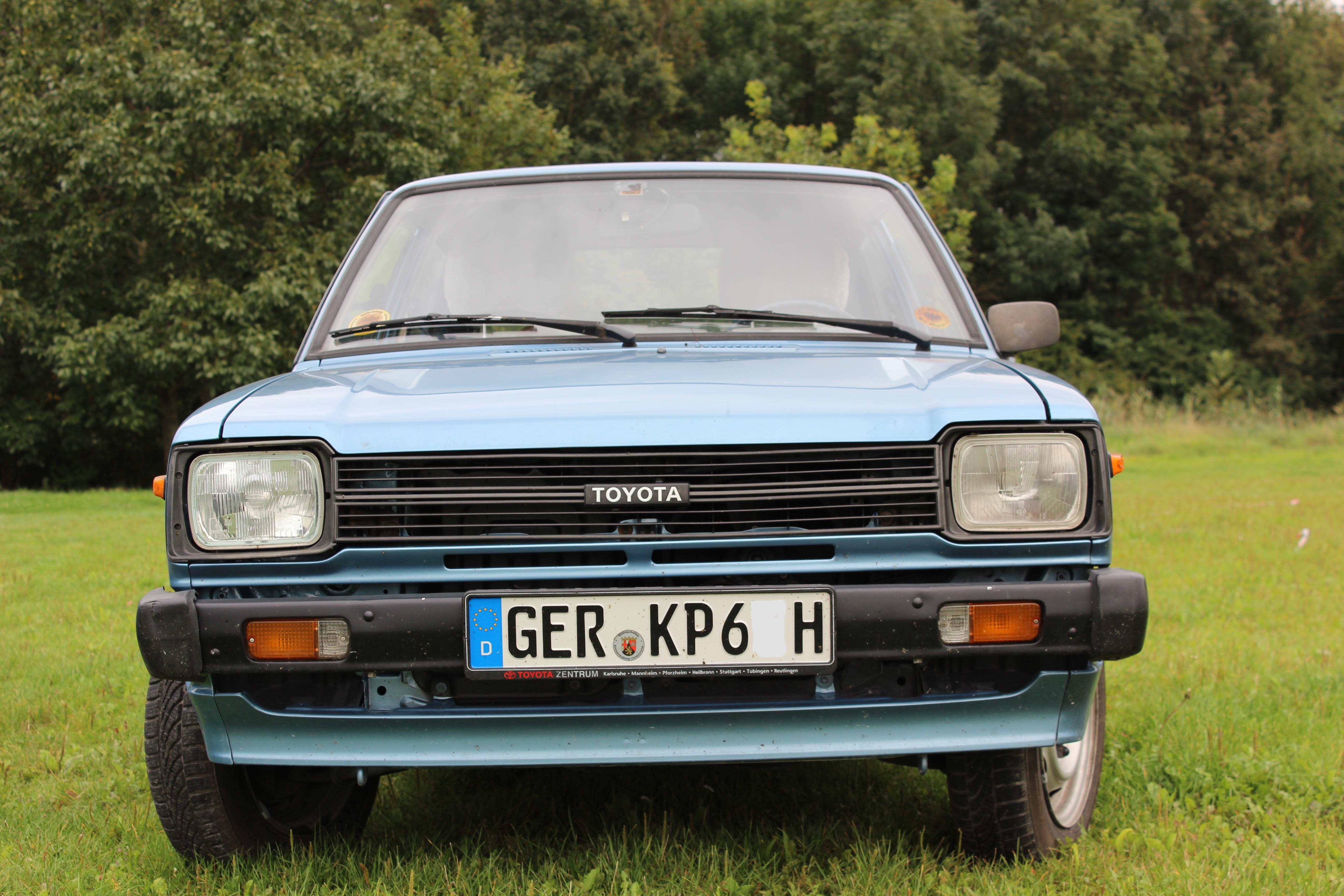
premier restylage (1980–1982)
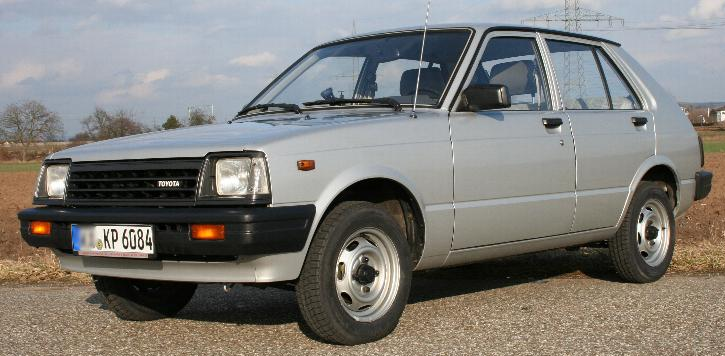
deuxième restylage (1982–1984)
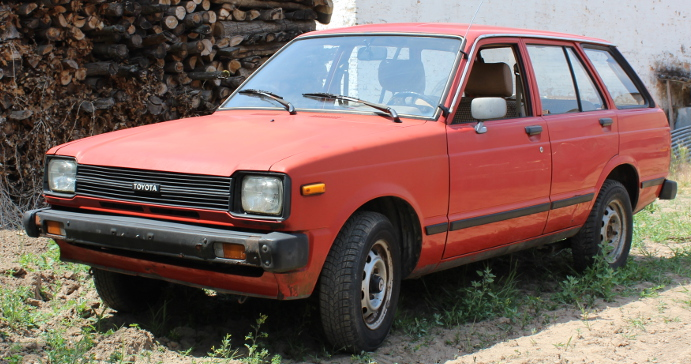
la break (1980–1982)

## Troisième génération (1984 - 1989) ep7
La troisième génération de Starlet sort au Japon en 1984. Il s'agit alors d'une toute nouvelle voiture, cette fois à roues avant motrices. Les moteurs aussi sont nouveaux. Ce sont des 4 cylindres à 12 soupapes. La gamme comprend un bloc de 999 cm³ développant 54 ch et un 1 295 cm³ affichant, selon les versions, 72, 75, 81 ou même 93 ch. Une boîte manuelle 4 ou 5 vitesses est proposée ainsi que, sur le 1,3 litre, une boîte automatique.
De nouveau livrable en 3 ou 5 portes, la Starlet "3" mesure 3,70 m de long et son empattement est identique à celui de la version précédente. Ce gabarit contenu lui permet d'afficher une masse presque inchangée, de 700 à 740 kg selon les versions.

## Quatrième génération (1989-1996) ep8
La Starlet quatrième génération est dévoilée en 1989 au Japon et en 1990 en Europe. Alors que la précédente n'avait pas été importée en France, cette nouvelle version est cette fois proposée dans l'hexagone. D'abord en 3 portes avec un 999 cm³ de 54 ch, puis en 5 portes alors équipée du 1 295 cm³ de 75 ch. Les blocs 12 soupapes de la précédente Starlet sont ainsi conservés, alors qu'au Japon de nouveaux moteurs à 16 soupapes sont proposés. Les Japonais ont aussi droit un 1 331 cm³ de 100 ch, poussé à 135 ch grâce à un turbo sur une version GT. Une version 4 roues motrices, avec le 1,3 litre atmosphérique, fait également son apparition sur le marché japonais.
Un diesel (sans turbo) 1 453 cm³ de 55 ch sera même proposé, mais non importé sur le marché français.
Selon les motorisations, la Starlet était équipée d'une boîte manuelle à 4 ou 5 vitesses ou d'une automatique à 3 ou 4 rapports. Les GT et diesel étaient exclusivement équipées d'une boîte manuelle 5 vitesses.
La Starlet "4" mesure 3,70 m de long (3,80 m en GT) et son empattement reste à 2,30 m. Le poids a légèrement augmenté, la finition et l'équipement étant améliorés par rapport au modèle précédent : de 710 à 830 kg.

## Cinquième génération (1996 - 1999) ep9
La Starlet "5" (ou "V") est lancée en 1996 en Europe. Elle propose à nouveau le choix entre 3 et 5 portes, mais affiche un style simple pour s'imposer face aux petites eueuropéennes concurrentes. Elle laissera la place à la Yaris dès 1999 (et même dès 1998 au Japon).
Longue de 3,74 m, la dernière génération de Starlet s'équipe du 1331 cm³ qui avait fait ses débuts sur la précédente mouture au Japon, ici dans une version modeste de 75 ch. Au Japon, ce moteur développe 85 ch (ou 82 ch pour la version quatre roues motrices). Les Japonais ont aussi toujours droit à la version turbo essence (135 ch). Sur certains marchés (mais pas en France), Toyota reconduit également le 1454 cm³ diesel en 54 ch. Toutes les Starlet, y compris les turbo et diesel cette fois, sont livrables en boîte manuelle à 5 vitesses ou en automatique 4 rapports. Il existait même, sur le 1,3 litre au Japon, une boîte automatique 3 rapports.

## Autres utilisations du nom Toyota Starlet
Le nom Starlet est réutilisé par Toyota sur le continent africain à partir de 2020 pour désigner une version rebadgée de la Suzuki Baleno.